# Neomyia steini
Neomyia steini är en tvåvingeart som först beskrevs av Aubertin 1933.  Neomyia steini ingår i släktet Neomyia och familjen husflugor. Inga underarter finns listade i Catalogue of Life.